# Afrotrewia kamerunica
Afrotrewia kamerunica är en törelväxtart som beskrevs av Ferdinand Albin Pax och Käthe Hoffmann. Afrotrewia kamerunica ingår i släktet Afrotrewia och familjen törelväxter. Inga underarter finns listade i Catalogue of Life.